# Amastus hyalina
Amastus hyalina là một loài bướm đêm thuộc phân họ Arctiinae, họ Erebidae.